# Eremotylus tropicus
Eremotylus tropicus là một loài tò vò trong họ Ichneumonidae.